# Resilienz (Ökosystem)

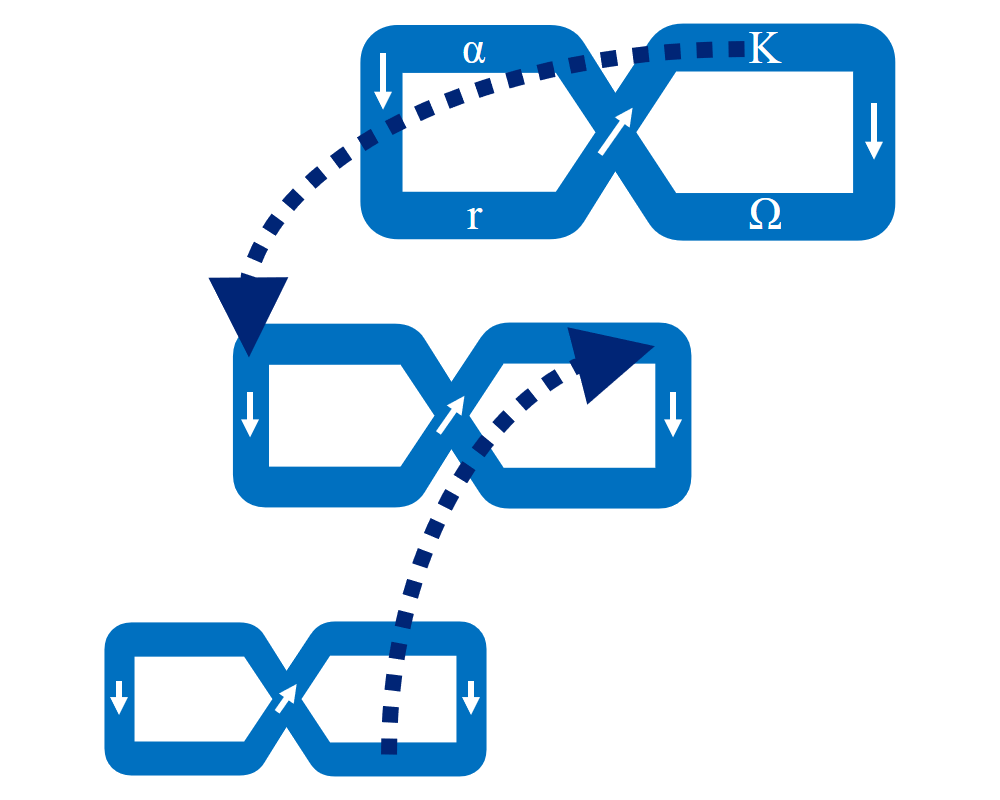
Die Resilienz ökologischer Systeme verändert sich in den vier Phasen eines jeden Anpassungskreislaufes. Dies gilt auf allen Ebenen einer Panarchie separat.

Mit Resilienz (von lateinisch resilire: zurückspringen, abprallen, nicht anhaften) werden in der Ökosystemtheorie unterschiedliche Begriffe bezeichnet, die dynamische Stabilitätseigenschaften ökologischer Systeme beschreiben sollen. Aktuelle Definitionen beziehen sich beispielsweise auf die Fähigkeit eines Ökosystems, angesichts von ökologischen Störungen seine grundlegende Organisationsweise zu erhalten, anstatt in einen qualitativ anderen Systemzustand überzugehen. Als Schlagwort mit unterschiedlichen theoretischen Definitionen und Deutungen zum Thema Ressourcennutzung ist Resilienz zu einem zentralen Stabilitätskonzept in der Ökologie, Ökosystemtheorie und vor allem der Umweltforschung geworden. Resilienz bezieht sich dabei zunehmend auf sozioökologische Systeme.

## Hintergrund
Der aus der Psychologie stammende Begriff Resilienz wird häufig mit dem „Abfederungsvermögen“ von Systemen gegen äußere Störungen gleichgesetzt. Der Begriff Resilienz wurde in den 1970er Jahren durch Crawford S. Holling in die Ökologie eingeführt. Die Idee der Resilienz von ökologischen und sozialen Systemen setzte sich ab den 1990er Jahren zunehmend durch.

## Definition
Ein einheitliches Grundverständnis über die genaue Definition und Bedeutung des Konzepts Resilienz bildet sich in der wissenschaftlichen Debatte (Stand: Juli 2012) erst langsam heraus. Der Begriff wird häufig in sozial-ökologischen Ansätzen verwandt, was die ursprüngliche engere ökosystemare Definition von Ellenberg zunehmend erweitert.
Heinz Ellenberg definiert die Resilienz von Ökosystemen wie folgt:

„Resilienz ist die Fähigkeit, nach wesentlichen Artenverschiebungen (z. B. vom Wald zu krautigen Gesellschaften) durch eine mehr oder minder langfristige Sukzession (Aufeinanderfolge) von anderen Ökosystemen wieder zum ursprünglichen Artengefüge zurückzukehren.“

Problematisch am naturwissenschaftlich-ökologisch betrachteten Resilienzbegriff ist die Definition des Grundzustandes bzw. der Kriterien (Parameter) dafür, ob ein Ökosystem, das sich aufgrund von Störungen verändert, seine grundlegende Organisationsweise beibehält oder nicht. Das Resilienz-Konzept steht im Gegensatz zu dem in den 1970er Jahren als Dogma existierenden Konzepts des „Ökologischen Gleichgewichtes“. Dem entgegen geht die Resilienz-Forschung heute von dynamischen Systemen aus, die sich in unterschiedliche Richtung entwickeln können (Sukzession in verschiedene Richtungen).
Welcher Zustand als „wertvoll“ erachtet wird, beruht der Resilienz-Idee zur Folge auf menschlicher Wertzuschreibung und kann nicht durch ökologische Erkenntnis allein bestimmt werden. Resiliente Ökosystemzustände können daher nicht per se als ‚gut‘ oder nützlich angesehen werden (vgl. Problemkomplex Naturbewertung – gesellschaftliche Leitbilder; vgl. Savannenbeispiel). Resilienz wertet die betrachteten Naturzustände aus einer individuell kulturalistischen statt einer streng naturalistischen Sichtweise.
Der Resilienz reihen sich die auf Naturnutzung bezogenen Konzepte der Nachhaltigkeit ein. Resilienz-Ansätze werden vor allem für Kulturökosysteme diskutiert. Das gilt insbesondere unter dem Gesichtspunkt der „Klimaplastizität“ von Kulturökosystemen, die durch den Klimawandel von einer Vielzahl biotischer und abiotischer Kalamitäten bedroht werden.

## Beispiele

### Regeneration von Wäldern
Raubbau an Wäldern hinterlässt meist ökologisch verarmte, oft versteppte, verkarstete Gebiete ohne die Kraft zur Selbstregeneration. Man spricht dann auch vom Raubbausyndrom. Die Resilienz kann auch mit der Unterschreitung einer Mindestvielfalt an Arten verloren gehen.
Besondere Bedeutung kommt der Resilienz im Waldbau zu. Die herrschende Betriebsform des Altersklassenwaldes neigt bei jeder gravierenden Störung (biotische oder abiotische Kalamitäten) zur flächenhaften Zerstörung, also zur Kahlfläche, was dem Totalverlust des Waldökosystems entspricht. Im Dauerwald hingegen bleibt die regelmäßig vielschichtige Waldstruktur auch nach heftigen Kalamitäten im Wesentlichen erhalten, ohne dass eine Neuanpflanzung auf einer Kahlfläche nach der Kalamität notwendig wird. Er besitzt damit im Gegensatz zum Altersklassenwald die Fähigkeit zur Resilienz.

### Regeneration überweideten Graslandes
Einzelne Ökosysteme, z. B. bereits stark überweidete Savannen können sehr resilient sein, d. h., sie ertragen eine hohe Anzahl und Stärke an ökologischen Störungen (z. B. Feuer etc.), ohne in einen anderen Systemzustand überzugehen, der von anderen ‚langsamen‘ Variablen bestimmt wird. Dieser Zustand hat somit eine recht hohe Selbstregeneration, im Sinne, dass er sich selbst auch bei hohen Störungsintensitäten erhält bzw. wieder neu einstellt. Im Gegensatz zu einer nicht überweideten Savanne kann eine stark überweidete Savanne daher „resilienter“ (d. h. in diesem Fall störungsresistenter) sein.

### Marine Ökosysteme
Bei marinen Ökosystemen ist die Resilienz auf mehreren räumlichen und taxonomischen Ebenen interessant: Können sich Korallenriffe evolutionär so schnell an für sie rapide Wassertemperaturschwankungen anpassen und unter welchen Umständen erholen sich Fischbestände in verschiedenen Meeresgebieten? Vor allem für die Nutzung der Ressource Fisch sind Resilienz-Fragen von Bedeutung.

### Anwendungsfelder
Menschliche Einflüsse in Ökosysteme, die mit resilienz-theoretischen Ansätzen erforscht werden, sind beispielsweise:
- Intensive Landwirtschaft
- Raubbau an Wäldern
- Marine Ökosystemkomplexe (tropische Korallenriffe, Seegraswälder etc.)
- Überfischung
- Müll in marinen Systemen
- Schadstoffeintrag in marine Systeme
- Eutrophierung mariner und limnischer Systeme

## Kritik
Der dem Begriff unterliegende Theorieansatz ist der der Adaption. Vor dem Hintergrund einer globalen Veränderung durch ökonomische und klimabedingte Faktoren geht die Resilienz-Forschung davon aus, dass sich Systeme bei Störungen anpassen müssen. Kritiker werfen ihr vor, somit die Umweltveränderungen hinzunehmen und aus einer opportunistischen Haltung „das Beste daraus zu machen“.

## Forschung
International bedeutsam war die Gründung des „Stockholm Resilience Center“ als eigenständige Forschungseinrichtung an der Universität Stockholm im Jahr 2007. Die Stiftung MISTRA (the Foundation for Strategic Environmental Research) steht hinter dem Zentrum und wollte es bis Ende 2013 finanzieren. 2015 wurde dem Direktor des Resilicence Center, dem Schweden Johan Rockström, anteilig der Deutsche Umweltpreis zuerkannt.